# Damesorde

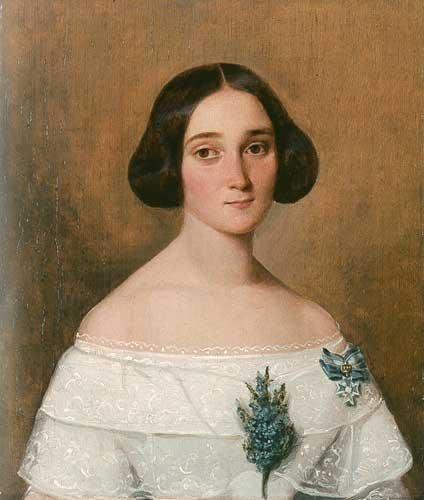
Deze onbekende dame draagt het kruis van de Theresia-Orde op een schilderij van Theodor Hosemann uit 1847.

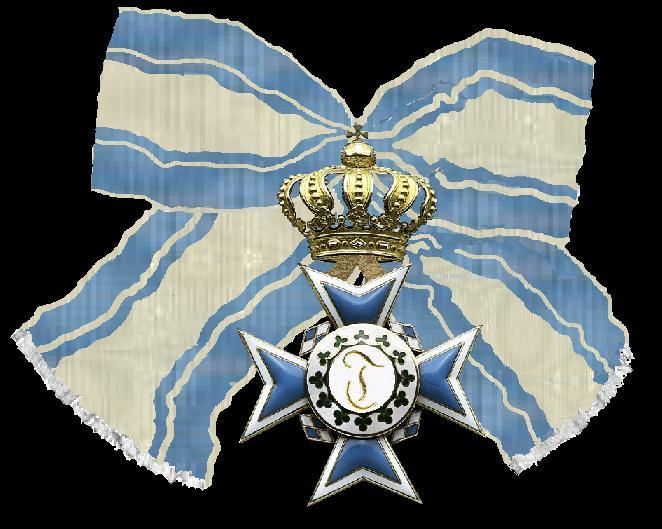
Het kruis aan lint van een dame in de Theresia-Orde. Particuliere verzameling Groningen

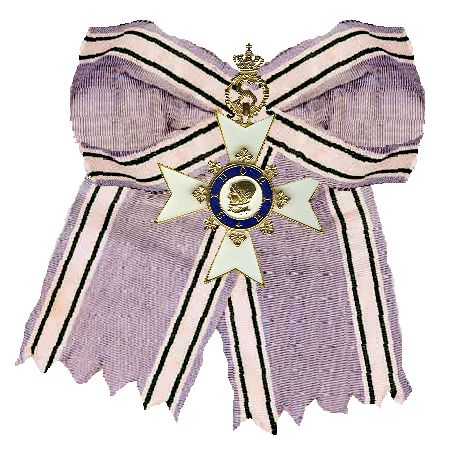
Een damesorde aan een strik: De Sidonia-Orde van Sachsen

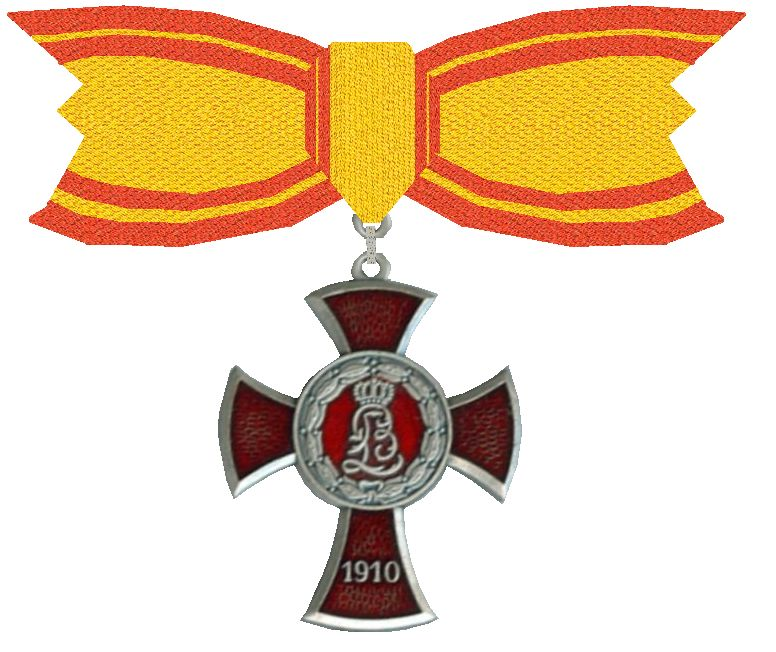
Ook de Bertha-Orde werd aan een strik gedragen

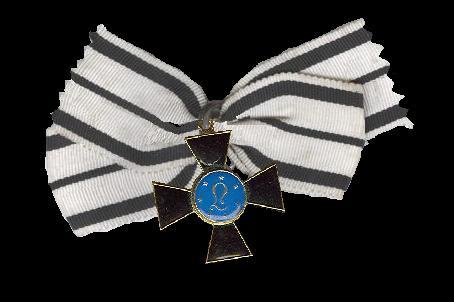
Een damesorde wordt vaak gedragen aan een strik van zijde: Afbeelding:De Luisen-Orde Pruisen (1814)

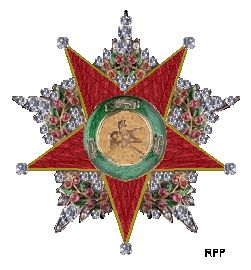
De met diamanten en robijnen roosjes versierde ster van de Turkse Orde van Liefdadigheid

Een damesorde is een ridderorde voor vrouwen.

## Geschiedenis
In de 18e eeuw ontstond behoefte aan damesorden. De meeste ridderorden lieten immers geen vrouwelijke leden toe. In de traditie van de tijd legden de damesorden zich vooral toe op goede werken en religie. De damesorden hadden ook een politiek doel; het creëren van een band tussen het vorstenhuis en adellijke vrouwen. De, vaak met edelstenen versierde, kruisen droegen ook bij aan de pracht en praal van het hof.
In de 19e eeuw ontstonden ook damesorden die als orden van verdienste, natuurlijk voor goede werken, kunnen worden gezien. Andere orden zijn vooral huisorden.
Ook nu bestaan er nog damesorden, al laten vrijwel alle ridderorden nu ook voor vrouwen toe.
De damesorden mogen niet worden verward met de chiffre, het door hofdames gedragen initaal dat aan een lint op de linkerschouder wordt gedragen.

## Overzicht
Een overzicht van Damesorden (en enige onderscheidingen die uitsluitend aan Dames worden of werden verleend):
- Anhalt: Huisorde van Albrecht de Beer, Het Prinsessenkruis.
- Beieren: De Theresia-Orde.
- Beieren: De Sint-Elisabeth-Orde.
- Beieren: De Sint Anna-Orde.
- Bourgondië: De Dames van Rougemont.
- Brunswijk: Het Kruis van Verdienste voor Vrouwen.
- Cambodja: De Satrei Vathana Decoratie
- Denemarken: De Orde van de Perfecte Vriendschap.
- Denemarken: De Koninklijke Beloningsmedaille aan het lint van de Orde van de Dannebrog werd de "damernes ridderkors" genoemd.
- Het Koninkrijk Egypte: De Orde van de Rechtschapenheid ("Nishan al-Kemal")
- Ethiopië: De Orde van de Koningin van Sheba
- Het Heilige Roomse Rijk van de Duitse Natie: De Orde van de Slavinnen van de Deugd.
- Het Duitse Rijk: Het Moederkruis.
- Filipijnen: De Orde van Gabriela Silang
- Finland De Orde van de Witte Roos (Dameskruis).
- Griekenland: De Orde van Sint-Olga en Sint-Sophia.
- Griekenland: De Orde voor Goede Daden
- Groot-Brittannië: De Koninklijke Victoria en Albert-Orde.
- Groot-Brittannië: De Koninklijke Familie-Orde
- Groot-Brittannië: De Keizerlijke Orde van de Kroon van Indië.
- Groot-Brittannië: De Koninklijke Orde van het Rode Kruis (tot 1976).
- Hessen-Darmstadt: De Orde van de Ster van Brabant.
- Hohenzollern: De Bene-Merenti-Orde, De afdeling voor Dames.
- Japan: De Orde van de Kostbare Kroon.
- Korea: De Orde van de Gelukbrengende Phoenix.
- Lippe-Detmold: De Bertha-Orde.
- Mantua: De Maria-Elisa-Damesorde.
- Mecklenburg-Schwerin: De Damesdecoratie in Briljanten van de Huisorde van de Wendische Kroon
- Mexico: De Sint Karel-Orde.
- Nederland: Eredame in de Huisorde van Oranje.
- Oekraïne: De Orde van Vorstin Olha.
- Oostenrijk: De Hoogadellijke Orde van het Sterrenkruis.
- Oostenrijk: De Orde van de Heilige Theodora.
- Oostenrijk: De Elisabeth-Orde
- De Heilige Stoel: De Gouden Roos.
- Perzië: De Orde van de Zon.
- Perzië: De Orde van de Pleiaden.
- Perzië: De Orde van het Licht van de Ariërs.
- Portugal: De Orde van de Heilige Isabella.
- Portugal: De Orde de Heilige Elisabeth.
- Pruisen: De Luisen-Orde.
- Pruisen: Het Kruis van Verdienste voor Vrouwen en Maagden.
- Pruisen: Het Kruis van Verdienste voor Vrouwen
- Roemenië: Het Herinneringskruis voor Dames (1878).
- Roemenië: De Bene-Merenti-Orde.
- Rusland: De Orde van de Heilige Catharina.
- Rusland: De Orde van het Rode Kruis voor Vrouwen en Meisjes.
- Rusland: Het Onderscheidingskruis van de Heilige Apostelgelijke Vorstin Olga.
- Saksen: De Sidonia-Orde.
- Saksen: De Maria-Anna-Orde.
- Saksische Hertogdommen: Het "Prinsessenkruis" van de Hertogelijk Saksisch-Ernestinische Huisorde.
- Saksen-Meiningen: De Orde van Verdienste voor Vrouwen en Maagden
- Saksen-Merseburg: De Damesorde van de Doodskop.
- Schwarzburg Rudolstadt: De "Damen-Orden"
- Schwarzburg-Rudolstadt en Schwarzburg-Sondershausen: Het Ereteken van Anna-Luise 1915
- Servië: De Onderscheiding van Prinses Nathalie.
- Servië: De Onderscheiding van Koningin Nathalie.
- Thailand: De Vierde Klasse van de Orde van Chula Chom Klao
- Turkije: De Orde van Liefdadigheid.
- Spanje: De Orde van Koningin Maria Luisa.
- Westfalen: Het Ereteken voor Dames van de Orde van de Kroon van Westfalen.
- Vietnam: De Kim Boi
- Württemberg: De Olga-Orde.

Dit overzicht is niet volledig.